# Caïn (série télévisée)
Pour l’article homonyme, voir Cain (homonymie).
Caïn est une série télévisée policière française créée par Alexis Le Sec et Bertrand Arthuys, et diffusée à partir du 5 octobre 2012 sur France 2.
Elle est rediffusée depuis le 24 juin 2023 sur C8.

## Synopsis
Le capitaine Frédéric Caïn est en fauteuil roulant depuis un accident de moto dont il est seul responsable (il était sous emprise de stupéfiants et en excès de vitesse). Avec son humour noir et grinçant, il est exécrable avec les « bipèdes » — comme il les appelle — qui vivent autour de lui, et le lieutenant Lucie Delambre est la seule qui a pour le moment réussi à le supporter comme partenaire. Sa vie privée tourne autour de son ex-épouse Gaëlle et de son fils Ben.

## Distribution

### Acteurs principaux
- Bruno Debrandt : Capitaine Frédéric « Fred » Caïn[2] (saisons 1 à 6)

- Julien Baumgartner : Capitaine Frédéric « Fred » Caïn (principal saisons 7 et 8 ; invité saison 6)
- Julie Delarme : Lieutenant puis Commandant Lucie Delambre (saisons 1 à 8 épisode 2)
- Frédéric Pellegeay : Commandant Jacques Moretti (saisons 1 à 5)
- Mourad Boudaoud : Lieutenant Nassim Borel
- Smadi Wolfman : Dr Elizabeth Stunia, médecin légiste
- David Baïot : Lieutenant Aimé Legrand (saisons 6 à 8)

### Acteurs secondaires
- Davy Sanna : Ben, fils de Fred et Gaëlle (régulier depuis la saison 1 )
- Anne Suarez : Gaëlle, ex-femme de Fred (régulière depuis la saison 1)
- Juliet Lemonnier : Amandine Zuycker, petite-amie de Ben (récurrente, saison 3)
- Jean-Yves Berteloot : Valentin Zuycker, père d'Amandine (récurrent, saison 3)
- François-Dominique Blin : Franck Carsenti, ami de Lucie et dealer (saison 3)
- Hélène Seuzaret : Sonia, la journaliste (récurrente, saison 4)
- Jérôme Robart : David Wilcker (récurrent, saison 5)
- Delphine Théodore : Tina Verde (récurrente, saisons 5 et 6)
- Brice Hillairet : Juge Mirabeau (récurrent, saisons 5 et 6)
- Natacha Krief : Camille, la fille de Caïn (récurrente, saisons 7 et 8)

## Production

### Développement
L'idée de la série vient de Bertrand Arthuys. Deux de ses amis se retrouvent handicapés à la suite d'un accident, et il décide de faire une série sur ce sujet, en choisissant l'angle du polar.
Les premières discussions entre les créateurs et la productrice de la série tournent autour de l'idée de faire un remake de la série américaine des années 1960, L'Homme de fer, mettant en scène un policier en fauteuil roulant. Mais le projet trouve rapidement sa propre identité. L'un des enjeux est la crédibilité du flic handicapé sur le terrain, ce qui n'est encore jamais arrivé dans la réalité. Mais le fait que la série se concentre sur la psychologie plus que l'action a permis aux producteurs de s'éloigner du strict réalisme. Il s'agit d'avoir une vraisemblance, à l'image du Dr House dans la série homonyme et de sa spécialité dans le diagnostic inventée de toutes pièces.
Trois années auront été nécessaires pour écrire et préparer la série. Selon France Camus, conseillère de programme à France 2, il était difficile de « raconter l'histoire d'un flic en fauteuil roulant [...] [dont] on oublie finalement le handicap ». Fabrice Malaval, comédien handicapé, est conseiller technique sur la série.
Le nom du personnage principal, homonyme de Caïn, fils d'Adam et Ève et meurtrier de son frère cadet Abel, n'est pas dû au hasard. Pour Bertrand Arthuys, il lui ressemble sous un certain aspect : « C’est un personnage condamné à errer pour expier une sorte de faute ».
À partir de la troisième saison, la série devient plus feuilletonnante, développant un fil rouge le long des huit épisodes. Cela permet également de mieux développer les personnages, plus en « profondeur » et en « complexité », comme le dit l'acteur Bruno Debrandt.
Avant même la diffusion de la troisième saison, une quatrième est commandée par la chaîne, avec cette fois-ci 10 épisodes.
L'acteur principal Bruno Debrandt annonce qu'il quitte la série à l'issue de la saison 6. Son remplacement, dans le rôle du même personnage, sera assuré par Julien Baumgartner à partir de la saison 7, diffusée en mars et avril 2019.
Arrivé en saison 2, le scénariste Claude Scasso partage les rênes de la série avec Bertrand Arthuys jusqu'à la saison 7 et crée certains des moments cultes de la série : l'épisode "Mauvais Garçon" où Lucie affirme toute son ambiguïté sexuelle (saison 2) ; l'affrontement entre Caïn et une famille néfaste qui fait sombrer son fils Ben dans la drogue (arche de la saison 3 et double épisode "Le Fils de Caïn") ; le personnage de Balducci (Stéphan Wojtowicz) qui poursuit Cain et sa compagne Sonia jusqu'à un cliffhanger d'anthologie en fin de saison 4 ; le double épisode "Infiltrée" qui développe le personnage de Lucie (saison 4) ; le double épisode flashback "Révision" où l'on retrouve Caïn avant son accident, debout, et qui scelle à jamais le destin de Moretti (saison 5) ; le personnage de Tina Verde (Delphine Théodore), Némésis des saisons 5 et 6 ; l'épisode final de la saison 6 où pour sa dernière apparition dans le rôle, Bruno Debrandt affronte la remise en liberté de plusieurs assassins que Caïn a arrêtés au long de sa carrière, dont Balducci ; et enfin le double épisode "Origines" qui présente Julien Baumgartner dans la reprise du rôle titre en saison 7.

### Tournage
Le tournage de la deuxième saison a lieu de juin à octobre 2013 à Marseille. Caïn se trouve confronté à des tueurs plus pervers, se trouvant même en danger. La compassion vis-à-vis de l'enquêteur handicapé va ainsi s'effriter, il est de plus en plus contredit alors qu'il « fait des bêtises juridiquement plus reprochables ».
Le tournage de la troisième saison a lieu de juillet à octobre 2014 à Marseille.

### Dernière saison
France 2 annonce début 2020 que la huitième saison sera la dernière avant l'arrêt de la diffusion de la série. Une décision qui rend fataliste Julien Baumgartner qui évoque sa déceptionː "Je ne suis pas sûr que l'on revoie de sitôt un flic en fauteuil roulant à la télé et c'est dommage". Les derniers épisodes ont été diffusés au début de l'année 2020.

### Fiche technique
- Titre original : Caïn
- Création : Alexis Le Sec et Bertrand Arthuys
- Réalisation : Bertrand Arthuys (saisons 1-3), Benoît d'Aubert (saison 2)
- Scénario : Bertrand Arthuys (saisons 1-2-3-4-5-6-7), Claude Scasso (saisons 2-3-4-5-6-7), Alexis Le Sec (saison 1), Raphaëlle Roudaut (saison 1), Yann Le Nivet (saison 1), Gérard Carré (saison 2)
- Décors : Ramora (saison 1), Bruno Margery (saison 2)
- Costumes : Marie Jagou (saison 1), Julie Guehria (saison 2)
- Photographie : Samuel Dravet (saison 1), Thierry Jault (saison 1), Christophe Paturange (saisons 2-3)
- Montage : Frédéric Massiot (saisons 1-2), Sophie Cornu (saison 1), Sylvie Laugier (saison 1), Bénédicte Gellé (saison 2)
- Musique : Arland Wrigley (saison 1), Matthieu Baillot (saison 1), Arno Alyvan (saisons 2-6)
- Casting : Clinda Dubart (saisons 1-2), René Tollemer (saisons 1-2)
- Production : Linda Chabert (saisons 1-2), Eddy Cherki (saisons 1-2), Sébastien Pavard (saison 3)
- Sociétés de production : DEMD Productions, avec la participation de France Télévisions
- Sociétés de distribution : France Télévisions Distribution
- Lieu de tournage : Provence-Alpes-Côte d'Azur, Marseille et ses alentours
- Pays de production :  France
- Langue originale : français
- Format : couleur
- Genre : série policière
- Durée : 52 minutes

## Épisodes
| Saison | Nombre d'épisodes | Horaire          | Diffusion en France | Diffusion en France | Audience (en millions) | Audience (en millions) | Audience (en millions) | Part d'audience (en %) | Part d'audience (en %) | Part d'audience (en %) |
| Saison | Nombre d'épisodes | Horaire          | Début de saison     | Fin de saison       | Première               | Finale                 | Moyenne                | Première               | Finale                 | Moyenne                |
| ------ | ----------------- | ---------------- | ------------------- | ------------------- | ---------------------- | ---------------------- | ---------------------- | ---------------------- | ---------------------- | ---------------------- |
| 1      | 8                 | Vendredi 20 h 55 | 5 octobre 2012      | 26 octobre 2012     | 3,56                   | 2,70                   | 3,00                   | 14,3                   | 11,7                   | 12,4                   |
| 2      | 8                 | Vendredi 20 h 55 | 21 mars 2014        | 11 avril 2014       | 3,56                   | 3,60                   | 3,58                   | 14,0                   | 15,3                   | 15,0                   |
| 3      | 8                 | Vendredi 20 h 55 | 3 avril 2015        | 24 avril 2015       | 3,80                   | 3,70                   | 3,65                   | 15,2                   | 16,2                   | 15,4                   |
| 4      | 10                | Vendredi 20 h 55 | 1er avril 2016      | 29 avril 2016       | 4,62                   | 3,92                   | 4,06                   | 18,7                   | 17,2                   | 17,6                   |
| 5      | 10                | Vendredi 20 h 55 | 17 mars 2017        | 14 avril 2017       | 3,92                   | 3,19                   | 3,60                   | 15,9                   | 13,7                   | 15,0                   |
| 6      | 10                | Vendredi 20 h 55 | 16 mars 2018        | 13 avril 2018       | 3,78                   | 3,55                   | 3,68                   | 15,8                   | 15,0                   | 15,5                   |
| 7      | 8                 | Vendredi 20 h 55 | 15 mars 2019        | 5 avril 2019        | 3,37                   | 3,06                   | 3,13                   | 15,4                   | 13,4                   | 13,8                   |
| 8      | 6                 | Vendredi 20 h 55 | 24 janvier 2020     | 7 février 2020      | 2,93                   | 2,22                   | 2,58                   | 13,8                   | 12,0                   | 13,0                   |

## Univers

### Personnages
Capitaine Frédéric « Fred » Caïn
Cinq ans plus tôt, poursuivant un malfrat ami/ennemi, il est victime d'un grave accident de moto. Après une année d'hospitalisation et de rééducation, il doit accepter le fait qu'il restera cloué dans un fauteuil roulant pour le restant de sa vie. Séparé de sa femme, Gaëlle, et père d'un enfant, Ben, il reprend son métier d'officier de police. Avec son humour noir et grinçant, il est exécrable avec les « bipèdes » - comme il les appelle - qui vivent autour de lui. Le lieutenant Lucie Delambre est la seule qui a pour le moment réussi à le supporter comme partenaire, tout comme son ami et patron le commandant Jacques Moretti. Travaillant à l'instinct, il aime se confronter aux gens et explorer leurs vies. Il prend également plaisir à provoquer, pousser à bout suspects et témoins, voire amis. Il n'hésite d'ailleurs pas à se passer des conventions sociales et des procédures policières, au mépris de sa propre vie.
Lieutenant Lucie Delambre
Ancienne recrue de l'armée reconvertie dans la police judiciaire, elle se voit collée partenaire du capitaine Caïn par le commandant Moretti. Contrairement aux autres lieutenants qui l'ont précédée, elle ne craque pas face à Caïn. Pourtant, soucieuse des procédures et méthodique, elle est tout le contraire de ce dernier. Elle sait se défendre aussi bien face à des colosses de 100 kg que face à l'humour noir de son partenaire. Elle succède au Commandant Moretti au cours de la saison 5.
Commandant Jacques Moretti
Patron du SRPJ de Marseille, c'est le meilleur ami de Caïn qu'il connaissait d'avant son accident. Homme retenu, soucieux des procédures, il n'hésite pas à recadrer son meilleur ami Caïn et ses méthodes limites. Cependant, en véritable copain, il sait le défendre et le protéger, quitte à se mettre en danger auprès de sa hiérarchie. Le personnage est tué au milieu de la saison 5.

## Accueil

### Audiences
La série attire en moyenne 3,4 millions de téléspectateurs, soit 14,3 % du public. Le septième épisode de la deuxième saison réalise la meilleure audience de la série avec 3,84 millions de téléspectateurs, 15,8 % de part d'audience. Le sixième épisode de la première saison réalise la plus mauvaise audience du programme avec 2,6 millions de téléspectateurs, soit 11,1 % de part d'audience.
La moyenne des audiences de la première saison est de 3 millions de téléspectateurs, soit 12,4 % de part d'audience. La deuxième saison connait une légère hausse avec une moyenne de 3,6 millions de téléspectateurs, soit 15,0 % de part d'audience. La troisième saison reste stable à 3,6 millions de téléspectateurs, mais avec une part de marché en hausse à 15,4 % de part d'audience.
Le lancement de la quatrième saison de la série réalise le record historique de la série. En effet, les premiers épisodes de cette quatrième saison ont réuni en moyenne 4,60 millions de téléspectateurs, soit 18,7 % du public. France 2 était alors derrière TF1 (Koh-Lanta), mais devant M6 (Bones), France 3 (Faut pas rêver) et Arte.
Audience française moyenne par saison*

### Réception critique
Tania Kahn, de Libération, reproche à la série de ressembler plus à un « spot de sensibilisation aux difficultés du handicap en ville ». Mais si on n'en tient pas rigueur et que l'on oublie la comparaison avec Dr House ainsi que la faiblesse des intrigues, la série est plutôt bonne. Les dialogues sont acerbes, et l'humour noir décroche quelques sourires.
Pour Igor Hansen-Love et Éric Libiot de L'Express, le premier épisode est « catastrophique » mais les suivants s'améliorent et les trois derniers épisodes de la première saison sont plutôt « bien écrits et réalisés ». La série manque d'originalité et de tension mais les deux acteurs principaux sont « impeccables » et les dialogues sont teintés d'un « politiquement incorrect réjouissant ».
Pierre Sérisier, du Monde, trouve qu'elle pèche par les défauts habituels des séries françaises : un problème de budget, la mauvaise direction d’acteurs, la ville de tournage, ici Marseille, non utilisée, une faiblesse des dialogues. Pour lui, la série manque d'originalité et de profondeur, mais il ne faudrait pas grand-chose pour que le personnage principal ait « une vraie épaisseur ».

### Récompense
- Pyrénées d’Or de la Meilleure Série au Festival du film de télévision de Luchon de 2012.